# Mecas
Mecas – rodzaj chrząszczy z rodziny kózkowatych i podrodziny zgrzypikowych.

## Zasięg występowania
Przedstawiciele tego rodzaju występują w Ameryce Północnej od południowej Kanady po Honduras].

## Systematyka
Do Mecas należy 17 gatunków:
- Mecas albovitticollis
- Mecas ambigena
- Mecas bicallosa
- Mecas cana
- Mecas cineracea
- Mecas cinerea
- Mecas cirrosa
- Mecas confusa
- Mecas femoralis
- Mecas humeralis
- Mecas linsleyi
- Mecas marginella
- Mecas marmorata
- Mecas menthae
- Mecas obereoides
- Mecas pergrata
- Mecas skillmanii